# Castelo de Bragança
O Castelo de Bragança localiza-se na freguesia de Sé, Santa Maria e Meixedo, no centro histórico da cidade de Bragança, no município e distrito do mesmo nome, em Portugal.
Em Trás-os-Montes, no extremo nordeste do país, à margem do rio Fervença, é um dos mais importantes e bem preservados castelos portugueses. Do alto de seus muros avistam-se as serras de Montesinho e de Sanábria (a norte), a de Rebordões (a nordeste) e a de Nogueira (a oeste).
No século XX, o castelo foi classificado como Monumento Nacional por decreto publicado em 23 de junho de 1910.

## História

### Antecedentes
Aceita-se que primitiva ocupação humana do local se deu em local vizinho da atual cidade, onde se ergueu um castro no período Neolítico. Após a Invasão romana da Península Ibérica essa defesa teria sido reformulada, dominando a estrada romana que teria cortado a região. Aquando das invasões bárbaras, foi denominada como Brigância e, posteriormente, ocupada pelos muçulmanos, vindo a ser arrasada durante as lutas da Reconquista cristã da península.

### O castelo medieval

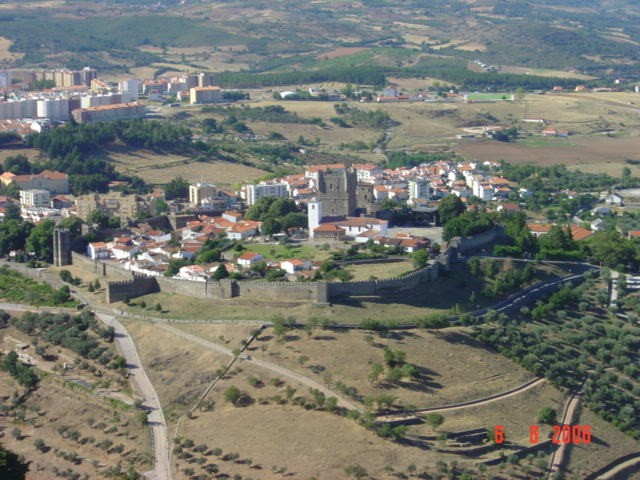
Castelo de Bragança, Portugal: panorama global do castelo.

Em meados do século X, à época do repovoamento da região de Guimarães pelo conde Hermenegildo Gonçalves e sua esposa Mumadona Dias, os domínios de Bragança tinham como senhor um irmão de Ermenegildo, o conde Paio Gonçalves. Posteriormente, o senhorio passou para a posse de um ramo da família Mendes, encontrando-se, conforme mencionado em documento datado 7 de Julho de 1128, no domínio de Fernão Mendes de Bragança II, cunhado de D. Afonso Henriques (1112-1185). Considera-se que, nesse período, por razões de defesa, a povoação tivesse sido transferida para o atual sítio, no outeiro da Benquerença, à margem do rio Fervença, reaproveitando-se os materiais na construção das novas residências e de um castelo para a defesa das gentes.
As informações mais seguras, entretanto, referem que, pela importância da sua posição estratégica sobre a raia com a Galiza, em 1187 recebeu Carta de Foral de D. Sancho I (1185-1211). Este soberano dotou, à época, a povoação com a primeira cerca amuralhada (1188). Os conflitos entre este soberano e o rei D. Afonso IX de Leão levaram a que esta região fosse invadida pelas forças leonesas (1199) até à reação do soberano português.

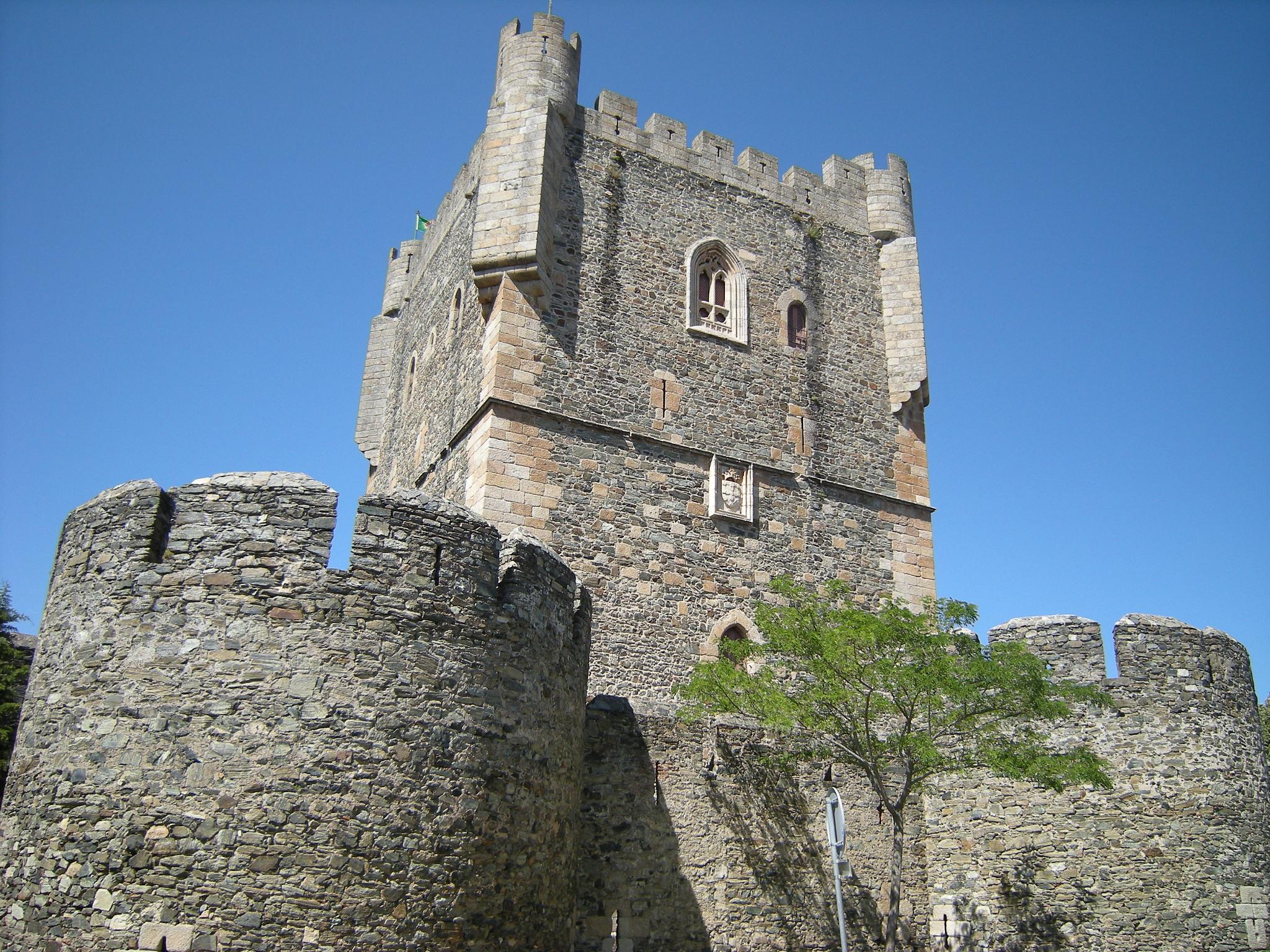
Castelo de Bragança, Portugal: pormenor da Torre de Menagem.

Sob o reinado de D. Dinis (1279-1325), determinou-se erguer um segundo perímetro amuralhado (1293), o que indica a prosperidade do povoado. O seu sucessor, D. Afonso IV (1325-1357), ao subir ao trono, confiscou os bens de seu irmão ilegítimo, D. Afonso Sanches, que então residia na vila de Albuquerque. Defendendo os seus interesses, D. Afonso Sanches declarou guerra ao soberano e invadiu Portugal pela fronteira de Bragança, matando gentes, saqueando bens e destruindo propriedades. A paz seria acordada, com dificuldade, pela viúva de D. Dinis, a Rainha Santa Isabel.
Posteriormente, já sob o reinado de D. Fernando (1367-1383), o castelo de Bragança recebeu obras de beneficiação. Nesta fase, em virtude do envolvimento do soberano português na disputa sucessória de Castela, Bragança foi cercada e ocupada pelas tropas castelhanas, retornando à posse portuguesa só depois da assinatura do Tratado de Alcoutim (1371). Na crise de 1383-1385, aberta pela sucessão deste soberano, a lealdade do alcaide de Bragança, João Afonso Pimentel, oscilou entre Portugal e Castela: partidário da herdeira D. Beatriz e de seu esposo João I de Castela, apenas por diligências do Condestável D. Nuno Álvares Pereira, em 1386, veio a reconhecer a soberania de D. João I (1385-1433). Porém, em 1398, tendo o novo soberano deixado impune o assassino de sua filha D. Brites, o alcaide de Évora, Martim Afonso de Melo, como represália retornou ao partido de Castela, para onde emigrou, fazendo-lhe menagem da sua povoação e castelo, que só retornariam à posse portuguesa, agora pelo Tratado de Segóvia (1400). D. João procedeu-lhe, a partir de 1409, à modernização e reforço das defesas, obras inscritas na tarefa maior que se impôs, de reforço daquela fronteira. O casamento de D. Afonso (1.º Duque de Bragança), filho bastardo de D. João I, com D. Beatriz Pereira de Alvim, filha de D. Nuno Álvares Pereira, inaugurou a Casa de Bragança. Data desse período a construção da imponente torre de menagem, estando as obras concluídas por volta de 1439, no reinado de seu sucessor, D. Duarte (1433-1438). D. Afonso V (1438-1481) elevou a vila de Bragança à condição de cidade (1466).
Sob o reinado de D. Manuel I (1495-1521), a povoação e seu castelo encontram-se figurados por Duarte de Armas (Livro das Fortalezas, c. 1509).

### Da crise de sucessão de 1580 aos nossos dias

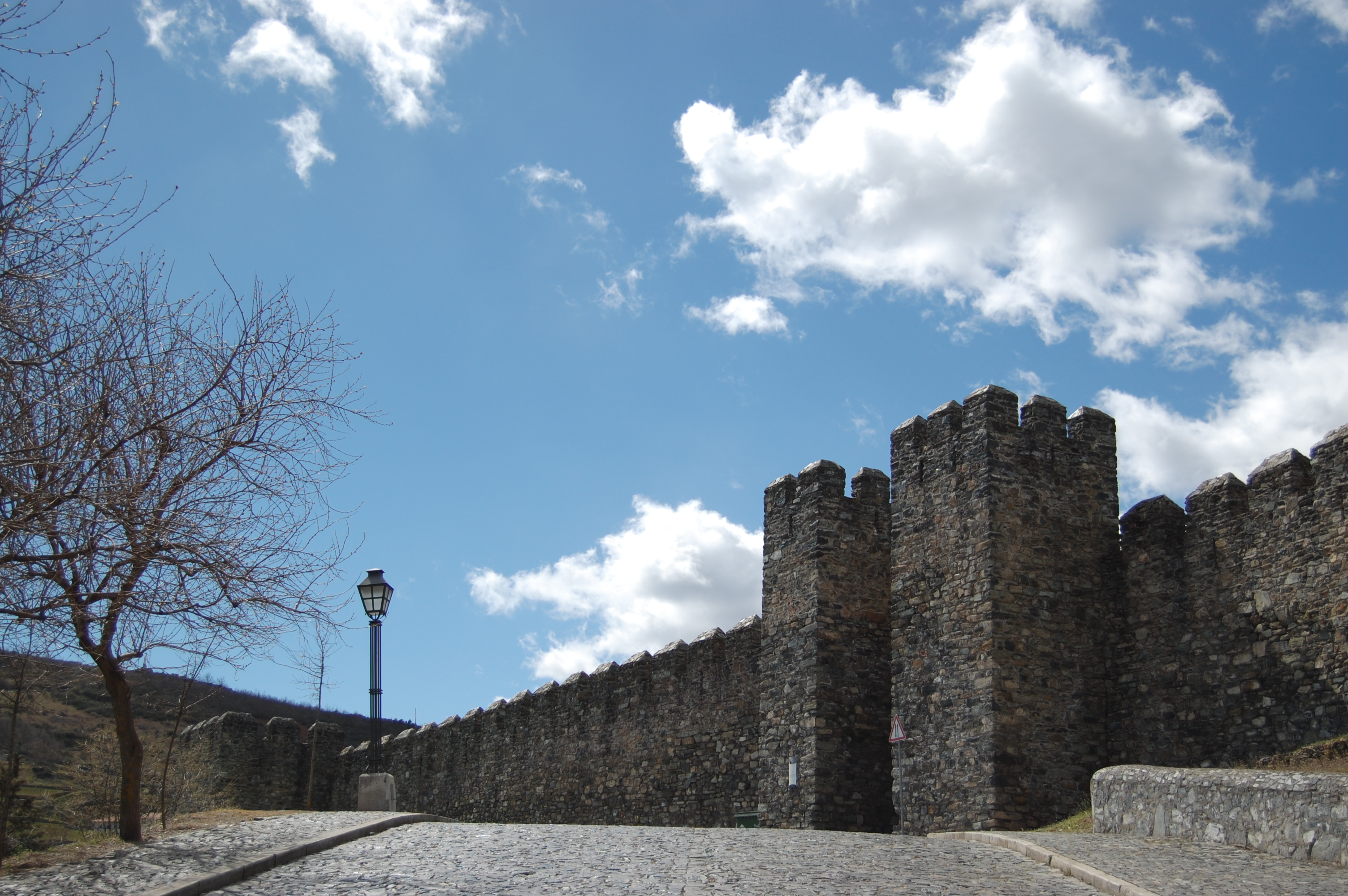
Castelo de Bragança: trecho das muralhas.

Durante a crise de sucessão de 1580, Bragança tomou partido por D. António, Prior do Crato. No século XVII, ao se encerrar o período da Dinastia Filipina, quando da Guerra da Restauração da independência portuguesa, a cerca do antigo castelo perdeu diversas ameias, devido à instalação de peças de artilharia no espaço dos adarves. Em 1762, as tropas espanholas que invadiram Trás-os-Montes sob o comando do marquês de Sarria, assaltaram os muros do castelo e as casas que então se colavam às muralhas, causando extensos danos. Foram repelidas pelas forças portuguesas sob o comando do conde de Lippe.
Às vésperas da Guerra Peninsular, o trecho leste dos muros foi aproveitado para a construção do aquartelamento de um batalhão de infantaria. Nesse período repeliu as tropas napoleónicas, fase em que a região conviveu com novas ondas de saques e pilhagens.
A partir da década de 1930 a Direção-Geral dos Edifícios e Monumentos Nacionais (DGEMN) iniciou uma extensa intervenção de consolidação e restauro, que incluiu a recolocação de ameias em toda a extensão dos muros, a demolição do quartel oitocentista e de diversas edificações adossadas aos muros, bem como a reposição de troços desaparecidos de muralhas e a reconstrução da Porta da Traição.
Desde 1936, um museu histórico-militar está instalado nas dependências da torre de menagem, sendo um dos mais visitados do país.

## Características

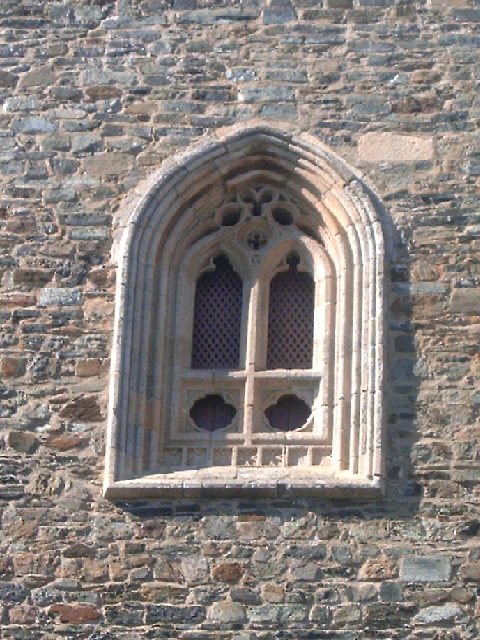
Castelo de Bragança: uma das janelas góticas.

O castelo, de planta ovalada, erguido na cota de 700 metros acima do nível do mar, é constituído por uma cerca ameada com um perímetro de 660 metros, reforçada por quinze cubelos. Os panos de muralhas, com a espessura média de dois metros, envolvem o núcleo histórico da cidade, ocupando uma área de cerca de três hectares e delimitando quatro espaços, orientados por dois eixos viários, cujo principal é a antiga rua da Cidadela. No seu interior, o visitante pode apreciar as edificações da Domus Municipalis (exemplar único no país da arquitetura civil românica e que se acredita tenha tido, primitivamente, as funções de cisterna), da Igreja de Santa Maria (ou de Nossa Senhora do Sardão) e o Pelourinho medieval. Nessa cerca, rasgam-se três portas (duas sob a invocação de Santo António e a Porta do Sol, a Leste) e dois postigos (a Porta da Traição e o Postigo do Poço do Rei).
A porta principal, de Santo António, em arco de volta perfeita, entre dois torreões, é defendida por uma barbacã, na qual se situa a Porta da Vila, em arco ogival. No interior, na praça de armas, é possível observar as adaptações dos acessos e as plataformas destinadas à artilharia.
No setor Norte, onde se ergueram as instalações do Batalhão de Caçadores n.º 3, destaca-se a Torre de Menagem, de planta quadrada, com 17 metros de largura, erguendo-se a 34 metros de altura, adossada à cerca. Em alvenaria de xisto, rocha abundante na região, nos cunhais e nas aberturas foi empregado o granito. O seu interior, onde se encontram o calabouço e a cisterna, divide-se em dois pavimentos, com salas cobertas por abóbadas de aresta, reforçadas por arcos torais. Primitivamente, uma ponte levadiça dava acesso à a porta, em plano mais elevado, hoje substituída por uma escada externa, de alvenaria adossada à face Norte da sua couraça. Na face Sul, a meia altura da torre, encontra-se uma pedra de armas com o brasão da Casa de Avis. O topo é coroado por ameias com seteiras cruzetadas, balcões com matacães, com quatro guaritas cilíndricas nos vértices, dominando, na face Leste e na face Sul, duas janelas de góticas maineladas. Uma cerca, reforçada por sete cubelos (três a Leste, três a Oeste e um a Sul) de planta circular, defendem o exterior da torre, delimitando um espaço aproximadamente retangular.

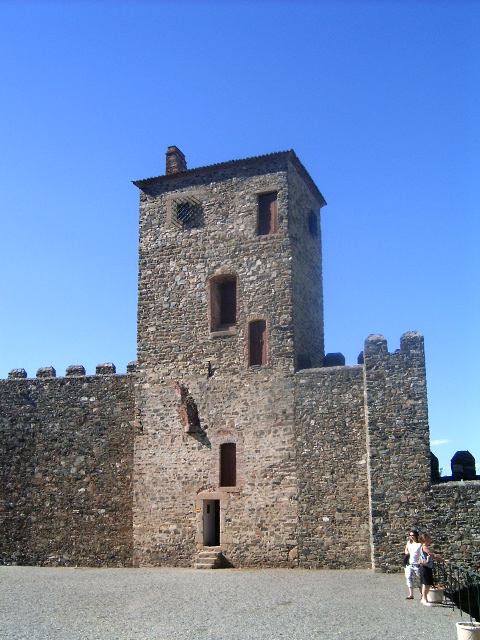
Castelo de Bragança, Portugal: Torre da Princesa.

Ainda pelo lado Norte da cerca exterior, junto a um dos cubelos, destaca-se a chamada Torre da Princesa, antigo Paço do Alcaide. Edifício de características residenciais (torre-alcáçova), a sua existência é cercada de histórias, uma das mais populares a Lenda da princesa moura. Em tempos históricos, afirma-se que foi habitada por D. Sancha, irmã de D. Afonso Henriques, a título de refúgio diante das infidelidades conjugais praticadas por seu esposo Fernão Mendes. Nela, também, esteve encarcerada D. Leonor, esposa do quarto duque de Bragança, D. Jaime, acusada (injustamente) de adultério pelo próprio marido. O duque acabou por assassinar a esposa, no Paço Ducal de Vila Viçosa, a punhaladas, a 2 de Novembro de 1512.
No setor sul, um saliente de planta quadrangular é fechado pelo chamado Poço del'Rei, estrutura quinhentista com a função de defesa de uma cisterna.

## A lenda da Torre da Princesa
A tradição local refere que há muito, quando a povoação ainda era a aldeia da Benquerença, existiu uma bela princesa órfã, que ali vivia com o seu tio, o senhor do castelo. Esta princesa apaixonou-se por um nobre, valoroso e jovem cavaleiro, porém carente de recursos. Por esse motivo, o jovem partiu da aldeia em longa jornada em busca de fortuna, prometendo retornar apenas quando se achasse digno de pedir-lhe a mão. Nesse ínterim, durante anos a fio, a jovem recusou todos os seus pretendentes, até que o seu tio, impaciente, prometeu-a a um amigo, forçando-a ao compromisso.
Ao ser apresentada ao candidato do tio, a jovem confessou-lhe que o seu coração pertencia a outro homem, cujo retorno aguardava há anos. A revelação enfureceu o tio, que decidiu aumentar a coerção por meio um estratagema: nessa noite, disfarçou-se como um fantasma e, penetrando por uma das duas portas dos aposentos da princesa, simulando ser o fantasma do jovem ausente, afirmou-lhe com voz lúgubre, que ela estava condenada para sempre à danação, caso não aceitasse casar-se com o novo pretendente. Prestes a obter um juramento por Cristo por parte da princesa, milagrosamente abriu-se a outra porta e, apesar de ser noite, um raio de sol penetrou nos aposentos, desmascarando o tio impostor. Daí em diante, a princesa passou a viver recolhida na torre que hoje leva o seu nome, e as duas portas passaram a ser conhecidas como Porta da Traição e Porta do Sol, respectivamente.